# نانامی ایشیدا
نانامی ایشیدا (انگلیسی: Nanami Ishida؛ زادهٔ ۸ سپتامبر ۱۹۹۸) بازیکن فوتبال اهل ژاپن است.